# SM U-59
SM U-59 – niemiecki okręt podwodny typu U-57 zbudowany w AG Weser w Bremie w latach 1914-1916. Wodowany 20 czerwca 1916 roku, wszedł do służby w Cesarskiej Marynarce Wojennej 7 września 1916 roku. Służbę rozpoczął w II Flotylli 20 listopada, a jego dowódcą został kapitan Freiherr Wilhelm von Fircks. U-59 w czasie czterech patroli zatopił 14 statków o łącznej pojemności 38 050 BRT oraz jeden uszkodził. 
W czasie pierwszego patrolu 7 grudnia 1916 roku, na Morzu Północnym U-59 zatrzymał i zatopił szwedzki statek żaglowy „August” o pojemności 431 BRT, który płynął z Uddevalla do Tyne z ładunkiem drewna. 8 grudnia łupem padł kolejny szwedzki żaglowiec płynący na tej samej trasie.
W czasie drugiego patrolu w styczniu 1917 roku na Atlantyku na granicy Zatoki Biskajskiej. W okresie od 13 do 23 stycznia U-59 zatopił cztery statki. Trzy norweskie oraz jeden francuski. Norweski parowiec transportowy SS „Solvang” o pojemności 2970 BRT, płynący z Almerii do Barrow z ładunkiem rudy żelaza, został zatopiony 13 stycznia 1917 roku około 30 mil na północ od przylądka Cabo Fisterra. 
W czasie ostatniego patrolu U-59 wpadł na niemiecką minę w okolicach płycizny Horns Rev na zachód od Esbjerg. W wyniku wybuchu okręt przełamał się i zginęło 33 członków załogi razem z kapitanem. Czterech marynarzy uratowało się. 
W 2002 roku wrak U-59 został odkryty przez JD-ContractorDziało U-59 zostało wydobyte i jest eksponowane w Strandingmuseum St. George w Thorsminde w Danii.